# Magnac-lès-Gardes
Magnac-lès-Gardes ist eine französische Gemeinde mit 743 Einwohnern (Stand: 1. Januar 2022) im Département Charente in der Region Nouvelle-Aquitaine. Sie gehört zum Arrondissement Angoulême und ist Mitglied im Gemeindeverband Communauté de communes Lavalette Tude Dronne.
Sie entstand mit Wirkung vom 1. Januar 2025 als Commune nouvelle durch Zusammenlegung der bis dahin selbstständigen Gemeinden Magnac-Lavalette-Villars und Gardes-le-Pontaroux, die fortan den Status als Communes déléguées besitzen. Der Verwaltungssitz befindet sich in Magnac-Lavalette-Villars.

## Gemeindegliederung
| Commune déléguée                           | Ehemaliger INSEE-Code | PLZ   | Fläche (km²) | Einwohnerzahl (2022) |
| ------------------------------------------ | --------------------- | ----- | ------------ | -------------------- |
| Magnac-Lavalette-Villars (Verwaltungssitz) | 16198                 | 16320 | 23,75        | 487                  |
| Gardes-le-Pontaroux                        | 16147                 | 16320 | 13,30        | 256                  |

## Geografie
Magnac-lès-Gardes liegt etwa 18 Kilometer südöstlich von Angoulême in der historischen Provinz des Angoumois. Das Gemeindegebiet wird entwässert vom Flüsschen Voultron, einem Nebenfluss der Lizonne, das es durchströmt, vom zeitweise trockenfallenden Flüsschen Espérande und von verschiedenen kleineren Bächen. Das Zentrum liegt auf einer Höhe von etwa 175 m am Hang des Puy de Magnac, dessen maximale Höhe 223 m beträgt. Das Bodenrelief ist insgesamt hügelig und hat seinen tiefsten Punkt mit 101 m Höhe im Süden beim Austritt des Voultrons aus dem Gemeindegebiet.
Teile des Gebiets von Magnac-lès-Gardes gehören zu den ZNIEFF-Naturzonen „Plaine de Fouquebrune“ (540015638) und „Mares de la Boussardie“ (540120091).
Umgeben wird Magnac-lès-Gardes von den neun Nachbargemeinden:
| Torsac (Berührungspunkt) | Dignac                                      | Rougnac                 |
| Fouquebrune              | Kompassrose, die auf Nachbargemeinden zeigt | Édon                    |
| Boisné-La Tude           | Villebois-Lavalette Ronsenac                | Blanzaguet-Saint-Cybard |

## Sehenswürdigkeiten
| Name                               | Ort                      | Bemerkungen                                                       | Bild |
| ---------------------------------- | ------------------------ | ----------------------------------------------------------------- | ---- |
| Pfarrkirche Saint-Étienne          | Magnac-Lavalette-Villars | 12. Jahrhundert, in Teilen als Monument historique eingeschrieben |      |
| Schloss La Mercerie                | Magnac-Lavalette-Villars | Ausgehendes 19. Jahrhundert                                       |      |
| Pfarrkirche Notre-Dame de Gardes   | Gardes-le-Pontaroux      | 12. Jahrhundert, als Monument historique klassifiziert            |      |
| Prähistorische Fundstätte La Quina | Gardes-le-Pontaroux      |                                                                   |      |

## Sport und Freizeit
Der GR 36 „De la Manche aux Pyrénées“, ein Fernwanderweg zwischen Ouistreham (Département Calvados) und Bourg-Madame (Département Pyrénées-Orientales), durchquert das Gemeindegebiet.

## Bildung
Die Gemeinde verfügt über zwei öffentliche Vor- und Grundschulen (Écoles primaires).

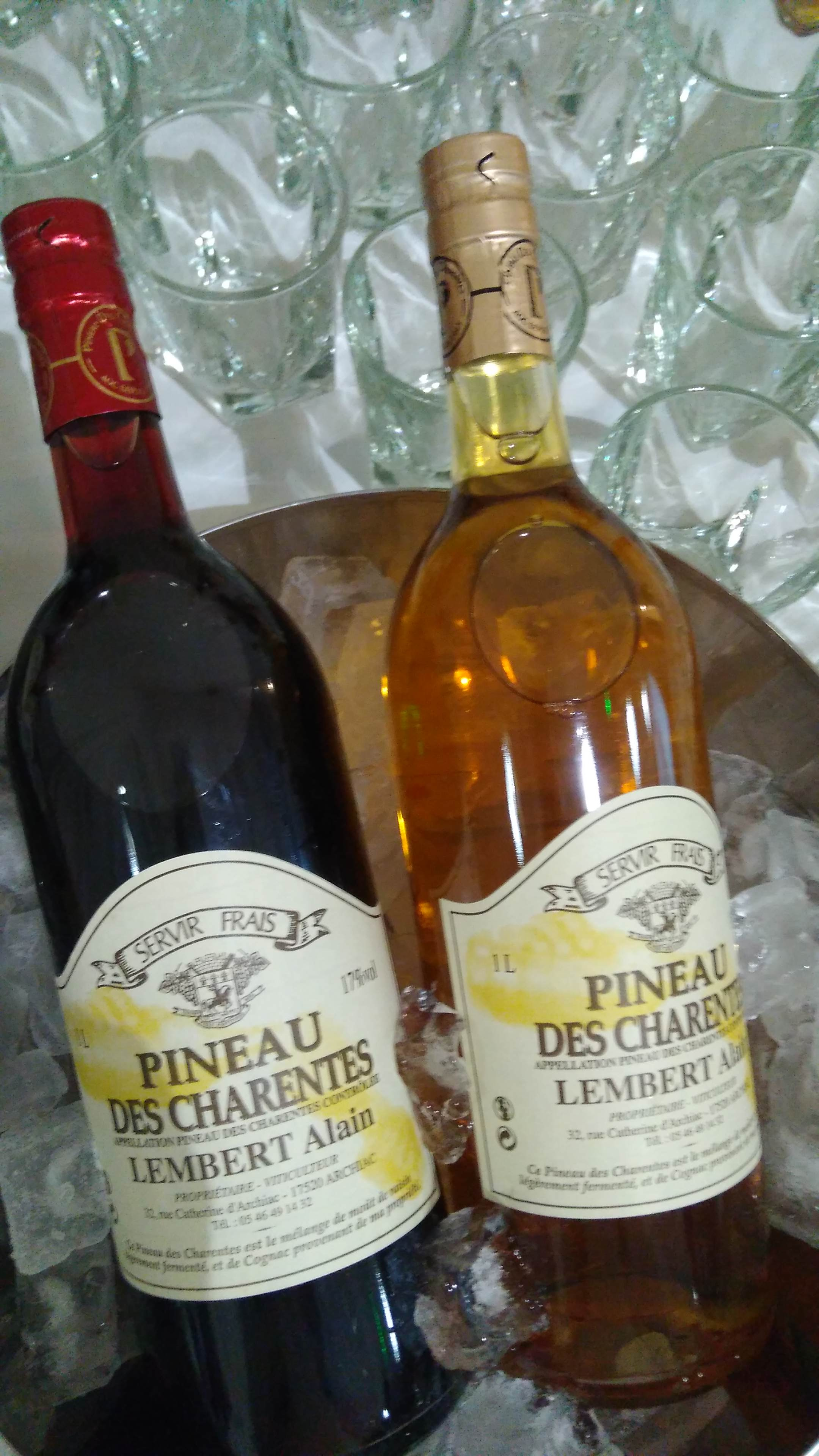
Flaschen des Pineau des Charentes in den Sorten weiß und rot

## Wirtschaft
Magnac-lès-Gardes liegt in den Zonen AOC
- der Buttersorten
  - Charentes-Poitou,
  - Charentes und
  - Deux-Sèvres,
- des Cognacs mit den Bezeichnungen 
  - Cognac Fin Bois und
  - Cognac ou Eau-de-vie de Cognac oder Eau-de-vie des Charentes und
- des Pineau des Charentes in den Sorten weiß, rosé und rot.[5]

Die Einwohner von Magnac-lès-Gardes lebten jahrhundertelang nach den Prinzipien der Selbstversorgung von der Landwirtschaft; Marktstädte waren viel zu weit entfernt. Die Böden der Gemeinde sind in hohem Maße bewaldet (Forêt d’Horte); sie gehören jedoch theoretisch noch zu den Bons Bois des Weinbaugebietes Cognac, doch sind die Absätze bei teuren Weinbränden und selbst bei Wein in den letzten Jahrzehnten eher rückläufig, so dass der Weinbau keine Rolle mehr spielt. Einnahmen aus dem Tourismus, insbesondere der Vermietung von Ferienwohnungen (gîtes), sind dagegen seit den 1960er Jahren deutlich wichtiger geworden.

## Verkehr
Die Departementsstraße D 939, die ehemalige Route nationale 139 von Rochefort nach Périgueux, durchquert das Gemeindegebiet und verbindet es mit dem nahen, nordwestlich gelegenen Angoulême. Nachgeordnete Landstraßen führen zu den Ortsteilen von Magnac-lès-Gardes und zu den Nachbargemeinden.
Eine Buslinie der Transportgesellschaft der Region Nouvelle-Aquitaine verbindet die Gemeinde mit Angoulême im Norden und Gurat Süden.